# David Nathaniel Friedrich Dietrich
David Nathaniel Friedrich Dietrich (* 3. Oktober 1799 in Ziegenhain; † 23. Dezember 1888 in Jena) war ein deutscher Botaniker und Gärtner. Sein botanisches Autorenkürzel lautet „D.Dietr.“

## Leben
Dietrich widmete sich der Botanik und arbeitete ab 1828 als akademischer botanischer Gärtner in Jena. 1836 wurde er an der Universität Jena promoviert. Dietrich wurde Kustos am Herbarium (siehe Botanischer Garten Jena) der Universität Jena unter Ernst Stahl.
Er war der Neffe des Botanikers Friedrich Gottlieb Dietrich (1765–1850), der in Eisenach Hofgartendirektor war.

## Schriften
Dietrich verfasste Schriften zu Giftpflanzen, Moosen und Forstflora der Pflanzenwelt Deutschlands sowie mehrere botanische Lexika. In seiner fünfbändigen, 1839 bis 1852 entstandenen Synopsis Plantarum sind über 80.000 Arten und 524 Gattungen beschrieben. Die ebenfalls fünfbändige Deutschlands Flora von 1833 bis 1864 enthält 1150 teils kolorierte Tafeln. Die 476 Hefte umfassende Flora Universalis kam von 1831 bis 1861 heraus.
Hier eine Auflistung einiger seiner Schriften:
- Deutschlands Giftpflanzen, nach natürlichen Familien aufgestellt, mit Abbildungen. (1826).
- Forstflora … (1828–1833).
- Flora universalis … (1828–1861).
- Flora medica … (1831–1835).
- Lichenographia germanica … (1832–1837).
- Deutschlands ökonomische Flora … (1841–1844).